# Чан Хынг Дао

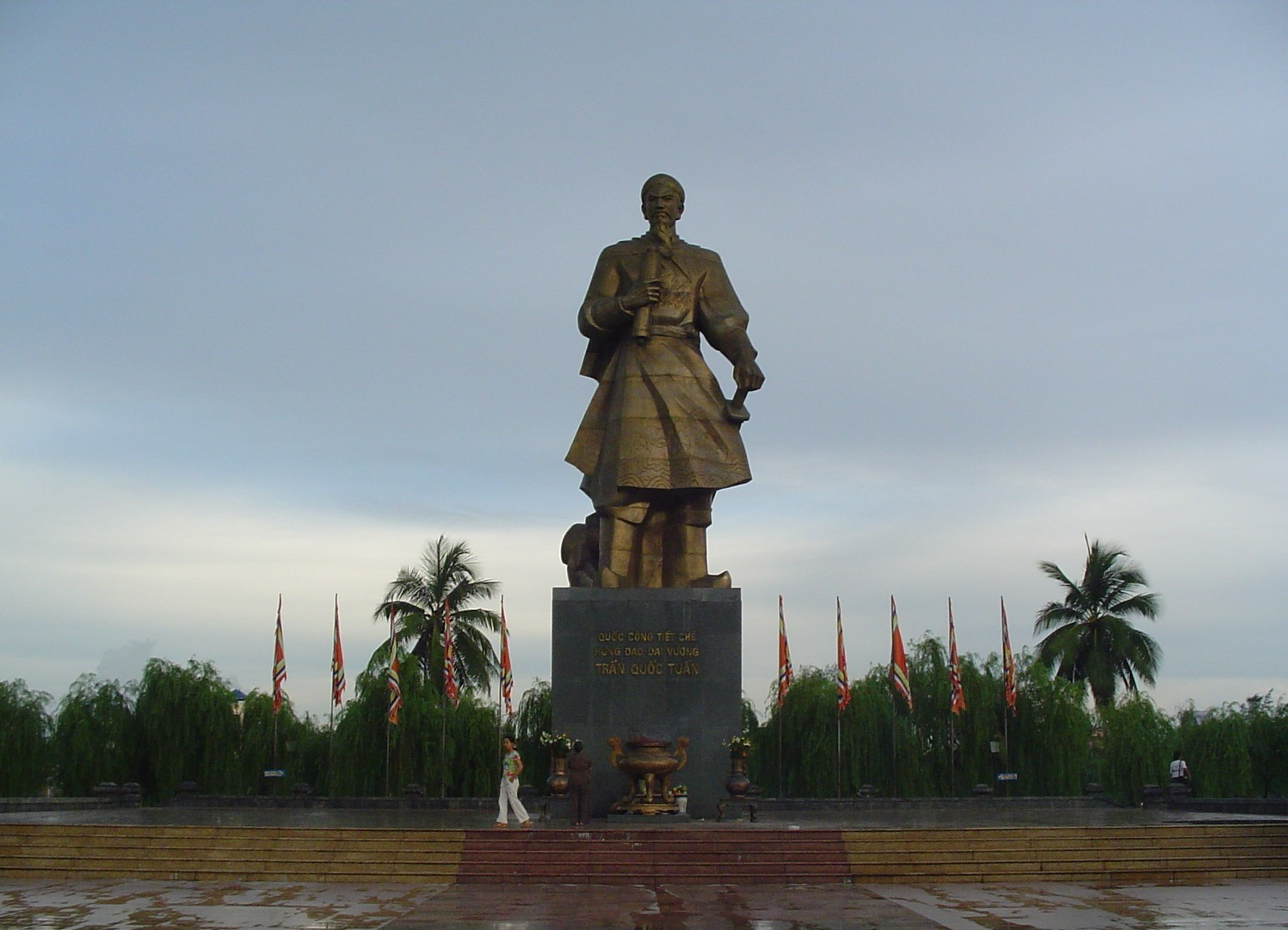
Памятник Чан Хынг Дао в Намдине

Чан Хынг Дао (вьет. Trần Hưng Đạo, кит. 陳興道; настоящее имя Чан Куок Туан (Trần Quốc Tuấn); также известен как Хынг Дао выонг (Hưng Đạo Vương, «король Хынг Дао»)) — вьетский главнокомандующий, организовавший успешную оборону страны во время третьего монгольского вторжения в Дайвьет в 1287—1288 годах. Автор теоретических трудов по военному делу.

## Биография
Точная дата его рождения неизвестна, однако он родился вскоре после прихода династии Чан к власти во Вьетнаме, и был племянником первого монарха династии, Чан Тхай Тонга. К 1280-м годам он находился на видных позициях в военной иерархии Дайвьета.
Это был период наибольшей экспансии империи Юань, созданной внуком Чингисхана, ханом Хубилаем. Незадолго до этого монголы покорили Южный Китай (династию Сун) и планировали всестороннее расширение своего господства.
Серия вторжений на территорию современного Вьетнама в 1280-х годах началась с запроса монголов к правительству Дайвьета, ранее формально признавшего власть монголов, пропустить монгольские войска в Чампу, которая вела против монголов активные боевые действия. В то время как дайвьетский император Чан Нян Тонг готов был подчиниться, генерал Чан Хынг Дао, командующий 15 000 воинов, отказался предоставить монголам право прохода через Дайвьет и снабдить их провизией.
Монгольский полководец, сын Хубилая Тоган, смог разгромить армию Чан Хынг Дао и в июне 1285 года взял Тханглонг, тогда как дайвьетское правительство оставило город. Однако затем чамцы смогли уничтожить монгольского главнокомандующего походом, главу другой монгольской армии, Согету. После этого Чан Хынг Дао сконцентрировался на уничтожении армии Согету, инициируя сражения в местах, неудобных для действий монгольской конницы. Одновременно полководец Чан Куанг Хай вел успешные боевые действия против армии Тогана. В результате монгольские войска были наголову разбиты и вынуждены были отступить.
В 1287 году монгольская армия произвела очередное вторжение в северный Вьетнам. Оборону возглавил Чан Хынг Дао.
Монгольские войска значительно превосходили вьетнамские как по численности, так и по выучке и в вооружении, поэтому единственно правильным решением была принятая Дао тактика партизанской войны, с успехом применяемая против привычных к степям монголов в непроходимых вьетнамских джунглях. Партизаны, мобилизованные из простого народа действовали на коммуникациях врага, в то время, как регулярная армия Дайвьета наносила ослабленному ими противнику прямые удары. 9 апреля 1288 года состоялось решающее сражение на реке Батьеданг, в котором войска под командованием Хынг Дао одержали полную победу над противником, повлекшую отступление монголов из Вьетнама.
Помимо успешного практического руководства войсками, Чан Хынг Дао является автором многих теоретических трудов по военному искусству, наиболее известным из которых является «Элементарное наставление по военному делу», в котором изложены три основных, на взгляд полководца, принципа ведения войны: опора на народ, ведение им партизанской войны, ослабляющей противника и нанесение ему решающего удара силами предварительно сохраненной регулярной армии.